# Triprion spatulatus
Az Triprion spatulatus a kétéltűek (Amphibia) osztályának békák (Anura) rendjébe és a levelibéka-félék (Hylidae) családjába tartozó faj.

## Előfordulása
A faj Mexikó endemikus faja. Természetes élőhelye szubtrópusi vagy trópusi száraz erdők, szubtrópusi vagy trópusi száraz bozótosok, időszakos folyók, időszakos édesvizű mocsarak.